# Najdaljša slovenska beseda
Najdaljša slovenska beseda je, sodeč po Slovarju slovenskega knjižnega jezika, s 26 črkami dialéktičnomaterialístičen; pridevnik s pomenom: nanašajoč se na dialektični materializem (dialéktičnomaterialístični pogled na življenje).
Tesno za petami so ji buržoaznonacionalističen, starocerkvenoslovanščina in vsezaverodomcesarjevstvo!
Po viru  pa najdemo še daljše dosežke (29 črk), citirano skupaj s pripadajočim stavkom:
- In še enkrat, ko je manekenka Beba – ki sem jo z naredižeenkrattaprekletisplav dokončno odslovil šele dan poprej – ob mojem prihodu izgubila zavest.
- Torej, kolikor dlje grem s svojim opisom radikalnega družbenokonstrukcionističnega programa in določene verzije postmodernizma, ki podvaja strupena orodja kritičnega diskurza v humanističnih znanostih, toliko bolj živčna postajam.

Zadnji primer kaže, da razna visokostrokovna filozofiranja vsebujejo enormne količine dolgih (slovenskih?) besed.
Z zlaganjem števnikov lahko dobimo precej daljše besede npr. tisočdevetstodevetinsedemdesetletnica rojstva ...
Po Guinessovi knjigi rekordov je najdaljša angleška beseda pneumonultramicroscopicsilicovulcanoconiosis, ki jo lahko v slovenščino preprosto prevedemo kot pnevmonultramikroskopiksilikovulkanokonioza, pomeni pa posledico vdihavanja strupenih vulkanskih plinov, in je po tej logiki s 43 črkami rekorderka.
Po vzoru na angleško šalo, po kateri je najdaljša beseda smiles, ki meri med obema s kar celo miljo, bi bila najdaljša beseda slab meter dolga milijarda. Še boljši predlog pa je Smiljan (moško ime, rojstni kraj N. Tesle) ali pa celo neusmiljen!
Najdaljša slovenska beseda brez samoglasnikov je vzbrst s šestimi soglasniki, obstajajo pa tudi besede s petimi, na primer čmrlj. 
Zemljepisna imena
- Krungthep Mahanakhon Bovorn Ratanakosin Mahintharayutthaya Mahadilokpop Noparatratchathani Burirom Udomratchanivet Mahasathan Amornpiman Avatarnsathit Sakkathattiyavisnukarmprasit, drugo ime za Bangkok (Tajska) in pomeni »mesto angelov«. Guinessova knjiga rekordov sicer ne priznava tega imena, ker ga prebivalci mesta ne uporabljajo redno (kar pa je zaradi njegove dolžine razumljivo). Krajša različica izvirnega imena je Krungthep Mahanakhon.
- Taumatawhakatangihangakoauotamateturipukakapikimaungahoro-Nukupokaiwhenua kitanatahu, Nova Zelandija. Ta naziv vzpetine redno uporabljajo domačini.
- Llanfairpwllgwyngyllgogerychwyrndrobwllllantysiliogogogoch, ime vasi na otoku sredi jezera v Združenem kraljestvu.
- Čargogagogmančaugagogčaubunagungamaug, jezero v ZDA.

Književnost
- James Joyce (1882-1941) je v svojem romanu Fineganovo prebujenje skoval devet 100-črkovnih in eno 101-črkovno besedo, najbolj znana je Bababadalgharaghtakamminarronnkonnbronntonnerronntuonnthunntrovarrhounawnskawntoohoohoordenenthurnuk.

- Aristofan (cca.446 pr. n. št.-cca.386 pr. n. št.) je v eni izmed svojih komedij uporabil besedo Lopadotemachoselachogaleokranioleipsanodrimhypotrimmatosilphiokarabomelitokatakechymenokichlepikossyphophattoperisteralektryonoptekephalliokigklopeleiolagoiosiraiobaphetraganopterygon kar je izmišljena jed.

(Shakespeare ni uporabljal besed, daljših od 27 znakov).